# روبرت إتش. إلرود
روبرت إتش. إلرود هو سياسي أمريكي، ولد في 15 مارس 1926 في هنريفيل في الولايات المتحدة، وتوفي في 17 ديسمبر 2017. نشط حزبياً في الحزب الجمهوري. وقد انتخب عضو مجلس نواب فلوريدا ‏.